# Élections européennes de 2019 en Écosse
Des élections européennes de 2019 ont eu lieu le 23 mai 2019 pour élire 6 des 73 députés européens britanniques.

## Sondages
| Date             | Institut          | SNP        | Trav.      | Cons.      | UKIP       | Vert  | LibDem     | Brexit     | TIG   | Autres |
| ---------------- | ----------------- | ---------- | ---------- | ---------- | ---------- | ----- | ---------- | ---------- | ----- | ------ |
| Date             | Institut          |            |            |            |            |       |            |            |       |        |
| 23.05.2019       | Résultats en 2019 | 37,8 % (3) | 9,3 %      | 11,6% (1)  | 1,8 %      | 8,3 % | 13,9 % (1) | 14,8 % (1) | 1,9 % | 0,5 %  |
| 14.05-17.05.2019 | Panelbase         | 38 %       | 16 %       | 11 %       | 2 %        | 4 %   | 10 %       | 16 %       | 2 %   | < 1 %  |
| 24.04-26.04.2019 | YouGov            | 40 % (3/4) | 14 % (1)   | 10 % (0/1) | 3 %        | 7 %   | 6 %        | 13 % (1)   | 6 %   | 0 %    |
| 18.04-24.04.2019 | Panelbase         | 39 %       | 20 %       | 16 %       | 2 %        | 3 %   | 6 %        | 10 %       | 4 %   | < 1 %  |
| 22.05.2014       | Résultats en 2014 | 29 % (2)   | 25,9 % (2) | 17,2 % (1) | 10,5 % (1) | 8,1 % | 7,1 %      | -          | -     | 2,3 %  |

## Résultats
| Suffrages exprimés  | Suffrages exprimés  | Suffrages exprimés | 1 571 226 |             | 6 sièges à pourvoir | 6 sièges à pourvoir |
|                     |                     |                    |           |             |                     |                     |
| Liste               | Tête de liste       |                    | Suffrages | Pourcentage | Sièges acquis       | Var.                |
| SNP                 | Alyn Smith          |                    | 594 533   | 37,84 %     | 3 / 6               | + 1                 |
| Brexit              | Louis Stedman-Bryce |                    | 233 006   | 14,83 %     | 1 / 6               |                     |
| Libéraux-démocrates | Sheila Ritchie      |                    | 218 285   | 13,89 %     | 1 / 6               | + 1                 |
| Parti conservateur  | Nosheena Mobarik    |                    | 182 476   | 11,61 %     | 1 / 6               | =                   |
| Parti travailliste  | David Martin        |                    | 146 724   | 9,34 %      | 0 / 6               | - 2                 |
| Parti vert          | Maggie Chapman      |                    | 129 603   | 8,25 %      | 0 / 6               | =                   |
| Change UK           | David Macdonald     |                    | 30 004    | 1,91 %      | 0 / 6               |                     |
| UKIP                | Donald MacKay       |                    | 28 418    | 1,81 %      | 0 / 6               | - 1                 |
| Indépendant         | Gordon Edgar        |                    | 6 128     | 0,39 %      | 0 / 6               |                     |
| Indépendant         | Ken Parke           |                    | 2 049     | 0,13 %      | 0 / 6               |                     |

## Députés européens élus
| Député élu       | Député élu          |
| ---------------- | ------------------- |
|                  | Alyn Smith          |
| Christian Allard |                     |
| Aileen McLeod    |                     |
|                  | Louis Stedman-Bryce |
|                  | Sheila Ritchie      |
|                  | Nosheena Mobarik    |